# Rottenbach (Alta Áustria)
Rottenbach é um município da Áustria localizado no distrito de Grieskirchen, no estado de Alta Áustria.